# Данэм, Эван
Э́ван Нил Да́нэм (англ. Evan Neil Dunham; род. 18 декабря 1981, Юджин) — американский боец смешанного стиля, представитель лёгкой весовой категории. Выступает на профессиональном уровне начиная с 2007 года, известен по участию в турнирах бойцовской организации UFC.

## Биография
Эван Данэм родился 18 декабря 1981 года в городе Юджин штата Орегон. Ещё в школе начал серьёзно заниматься борьбой, боролся за университетскую команду «Орегон Дакс» во время учёбы в Орегонском университете, где получил степень бакалавра в области социологии. С 2000 года осваивал бразильское джиу-джитсу — впоследствии удостоился в данной дисциплине чёрного пояса, приняв его из рук таких мастеров как Велингтон Диас и Роберт Дрисдейл. Прежде чем начать зарабатывать в ММА, сменил несколько профессий, в том числе занимался ландшафтным дизайном и установкой офисного оборудования.
По любителям в 2006 году ему довелось встретиться с достаточно известным в будущем бойцом Грэем Мейнардом, при этом Мейнард выиграл бой по очкам.

### Начало профессиональной карьеры
Дебютировал в смешанных единоборствах на профессиональном уровне в апреле 2007 года, выиграв у своего соперника единогласным решением судей. Дрался в различных небольших промоушенах преимущественно на территории своего родного штата Орегон — из всех поединков неизменно выходил победителем. Наиболее значимое достижение в этот период — победа над обладателем пятого дана по БЖЖ Клебером Лусиану. Позже он выступил на турнире организации Palace Fighting Championship, где тоже одержал победу.

### Ultimate Fighting Championship
Имея в послужном списке семь побед и ни одного поражения, Данэм привлёк к себе внимание крупнейшей бойцовской организации мира Ultimate Fighting Championship и в феврале 2009 года благополучно дебютировал здесь, в первом же раунде отправил в нокаут шведа Пера Эклунда.
Далее последовали победы над бразильцем Маркусом Аурелиу, мексиканцем Эфраином Эскудеро и соотечественником Тайсоном Гриффином.
Его впечатляющая победная серия прервалась только в сентябре 2010 года после встречи с бывшим чемпионом UFC в лёгком весе Шоном Шерком — противостояние между ними продлилось все три раунда, и судьи весьма спорным судейским решением отдали победу Шерку. Президент UFC Дэйна Уайт отмечал по этом поводу, что у него такое чувство, как будто Данэма «ограбили». Так или иначе, оба бойца получили бонус за лучший бой вечера. Для Шерка этот бой оказался последним в профессиональной карьере.
В 2011 году Данэм техническим нокаутом проиграл Мелвину Гилларду, но затем выиграл решением у Шамара Бейли.
В 2012 году отметился победой над Ником Ленцем и поражением от Ти Джей Гранта — в обоих случаях удостоился награды за лучший бой вечера.
После победы в 2013 году над Глейсоном Тибау последовали три проигрыша подряд — от Рафаэла дус Анжуса, Дональда Серроне и Эдсона Барбозы.
Несмотря на ряд проигрышей, Данэм остался в UFC и в определённом смысле реабилитировался перед болельщиками, выиграв в 2015 году сразу три поединка: взял верх над Родригу Даммом, Россом Пирсоном и Джо Лозоном. Кроме того, в 2016 году он продлил победную серию, пройдя по очкам Рика Гленна, бывшего чемпиона WSOF, и получив премию за лучший бой вечера.
В октябре 2017 года в поединке с представителем Ирана Бенеилом Дариюшем была зафиксирована ничья решением большинства судей.
На апрель 2018 года планировался бой против россиянина Майрбека Тайсумова, но у того возникли проблемы с получением американской визы, и в итоге организаторы заменили его канадцем Оливье Обен-Мерсье. Уже на первой минуте первого раунда Данэм пропустил несколько ударов и проиграл техническим нокаутом.
В сентябре 2018 года нокаутом проиграл бразильцу Франсиску Триналду и сразу после этого боя объявил о завершении спортивной карьеры.

## Статистика в профессиональном ММА
| Боёв 28  | Побед 18 | Поражений 9 |
| -------- | -------- | ----------- |
| Нокаутом | 3        | 4           |
| Сдачей   | 6        | 2           |
| Решением | 9        | 3           |
| Ничьи    | 1        | 1           |

| Результат | Рекорд | Соперник           | Способ                  | Турнир                                   | Дата             | Раунд | Время | Место                    | Примечание                      |
| --------- | ------ | ------------------ | ----------------------- | ---------------------------------------- | ---------------- | ----- | ----- | ------------------------ | ------------------------------- |
| Поражение | 18-9-1 | Херберт Бернс      | Сдача (удушение сзади)  | UFC 250                                  | 6 июня 2020      | 1     | 1:20  | Лас-Вегас, США           | Бой в промежуточном весе 68 кг. |
| Поражение | 18-8-1 | Франсиску Триналду | KO (коленом в корпус)   | UFC Fight Night: Santos vs. Anders       | 22 сентября 2018 | 2     | 4:10  | Сан-Паулу, Бразилия      |                                 |
| Поражение | 18-7-1 | Оливье Обен-Мерсье | TKO (удары)             | UFC 223                                  | 7 апреля 2018    | 1     | 0:53  | Бруклин, США             |                                 |
| Ничья     | 18-6-1 | Бенеил Дариюш      | Решение большинства     | UFC 216                                  | 7 октября 2017   | 3     | 5:00  | Лас-Вегас, США           |                                 |
| Победа    | 18-6   | Рик Гленн          | Единогласное решение    | UFC Fight Night: Poirier vs. Johnson     | 17 сентября 2016 | 3     | 5:00  | Идальго, США             | Бой вечера.                     |
| Победа    | 17-6   | Джо Лозон          | Единогласное решение    | The Ultimate Fighter 22 Finale           | 11 декабря 2015  | 3     | 5:00  | Лас-Вегас, США           |                                 |
| Победа    | 16-6   | Росс Пирсон        | Единогласное решение    | UFC Fight Night: Bisping vs. Leites      | 18 июля 2015     | 3     | 5:00  | Глазго, Шотландия        |                                 |
| Победа    | 15-6   | Родригу Дамм       | Единогласное решение    | UFC 182                                  | 3 января 2015    | 3     | 5:00  | Лас-Вегас, США           |                                 |
| Поражение | 14-6   | Эдсон Барбоза      | TKO (удары)             | UFC Fight Night: Cerrone vs. Miller      | 16 июля 2014     | 1     | 3:06  | Атлантик-Сити, США       |                                 |
| Поражение | 14-5   | Дональд Серроне    | Сдача (треугольник)     | UFC 167                                  | 16 ноября 2013   | 2     | 3:49  | Лас-Вегас, США           |                                 |
| Поражение | 14-4   | Рафаэл дус Анжус   | Единогласное решение    | UFC on FX: Belfort vs. Rockhold          | 18 мая 2013      | 3     | 5:00  | Жарагуа-ду-Сул, Бразилия |                                 |
| Победа    | 14-3   | Глейсон Тибау      | Раздельное решение      | UFC 156                                  | 2 февраля 2013   | 3     | 5:00  | Лас-Вегас, США           |                                 |
| Поражение | 13-3   | Ти Джей Грант      | Единогласное решение    | UFC 152                                  | 22 сентября 2012 | 3     | 5:00  | Торонто, Канада          | Бой вечера.                     |
| Победа    | 13-2   | Ник Ленц           | TKO (остановлен врачом) | UFC on Fox: Evans vs. Davis              | 28 января 2012   | 2     | 5:00  | Чикаго, США              | Бой вечера.                     |
| Победа    | 12-2   | Шамар Бейли        | Единогласное решение    | UFC Fight Night: Shields vs. Ellenberger | 17 сентября 2011 | 3     | 5:00  | Новый Орлеан, США        |                                 |
| Поражение | 11-2   | Мелвин Гиллард     | TKO (удары коленями)    | UFC: Fight for the Troops 2              | 22 января 2011   | 1     | 2:58  | Форт-Худ, США            |                                 |
| Поражение | 11-1   | Шон Шерк           | Раздельное решение      | UFC 119                                  | 25 сентября 2010 | 3     | 5:00  | Индианаполис, США        | Бой вечера.                     |
| Победа    | 11-0   | Тайсон Гриффин     | Раздельное решение      | UFC 115                                  | 12 июня 2010     | 3     | 5:00  | Ванкувер, Канада         |                                 |
| Победа    | 10-0   | Эфраин Эскудеро    | Сдача (рычаг локтя)     | UFC Fight Night: Maynard vs. Diaz        | 11 января 2010   | 3     | 1:59  | Фэрфакс, США             | Приём вечера.                   |
| Победа    | 9-0    | Маркус Аурелиу     | Раздельное решение      | UFC 102                                  | 29 августа 2009  | 3     | 5:00  | Портленд, США            |                                 |
| Победа    | 8-0    | Пер Эклунд         | KO (удары руками)       | UFC 95                                   | 21 февраля 2009  | 1     | 2:13  | Лондон, Англия           |                                 |
| Победа    | 7-0    | Дастин Акбари      | Сдача (удушение сзади)  | PFC 12: High Stakes                      | 22 января 2009   | 3     | 0:40  | Лемор, США               |                                 |
| Победа    | 6-0    | Эбен Канеширо      | TKO (удары руками)      | RFC: Bragging Rights II                  | 13 сентября 2008 | 2     | 3:05  | Юджин, США               |                                 |
| Победа    | 5-0    | Клебер Лусиану     | Сдача (гильотина)       | PFP: Ring of Fire                        | 9 декабря 2007   | 3     | N/A   | Кесон-Сити, Филиппины    |                                 |
| Победа    | 4-0    | Талон Хоффман      | Сдача (гильотина)       | DesertBrawl                              | 28 сентября 2007 | 1     | 0:38  | Бенд, США                |                                 |
| Победа    | 3-0    | Марк Дауст         | Сдача (удушение сзади)  | Elite Warriors Championship              | 2 июня 2007      | 1     | 3:46  | Портленд, США            |                                 |
| Победа    | 2-0    | Нассор Льюис       | Сдача (рычаг локтя)     | Rise FC 2: Hawaii vs. Mainland           | 28 апреля 2007   | 1     | 1:16  | Юджин, США               |                                 |
| Победа    | 1-0    | Габриэль Мартинес  | Единогласное решение    | GC 62: Sprawl or Brawl                   | 14 апреля 2007   | 2     | 5:00  | Лейкпорт, США            |                                 |